# پرلوک
پرلوک، روستایی از توابع بخش صالح‌آباد شهرستان بهار در استان همدان ایران است.

## جمعیت
این روستا در دهستان دیمکاران قرار دارد و براساس سرشماری مرکز آمار ایران در سال ۱۳۹۵، جمعیت آن ۲٬۰۵۰ نفر (۵۵۶خانوار) بوده‌است.
پرلوک دارای آب و هوای سرد در زمستان و آب و هوای معتدل در تابستان می‌باشد.
عمده مردم آن در امر کشاورزی و دامداری فعالیت دارند.
تاریخ پیدایش پرلوک به زمان حکومت سلسله ماد و پیش از آن می‌رسد.
گویش مردم پرلوک ترکی می‌باشد .